# Histoire du transport fluvial à Lyon
Les deux cours d'eau traversant Lyon (la Saône et le Rhône) sont navigables depuis longtemps. Au fil des siècles, diverses embarcations ont été utilisées pour le transport interurbain ou intra-urbain, le franchissement des cours d'eau et le tourisme fluvial.

## Naviguer à Lyon à l'époque moderne
Des petites embarcations, appelées bèches, permettent de franchir la Saône ou d'aller jusqu'à l'Île Barbe. Chaque bèche est menée par une seule batelière. Les voyageurs français et étrangers n'ont pas manqué de relever cette particularité étonnante pour l'époque. De nombreuses vues de Lyon représentent ces embarcations, reconnaissables à la toile recouvrant les arceaux, sous lesquels les voyageurs prennent place. 

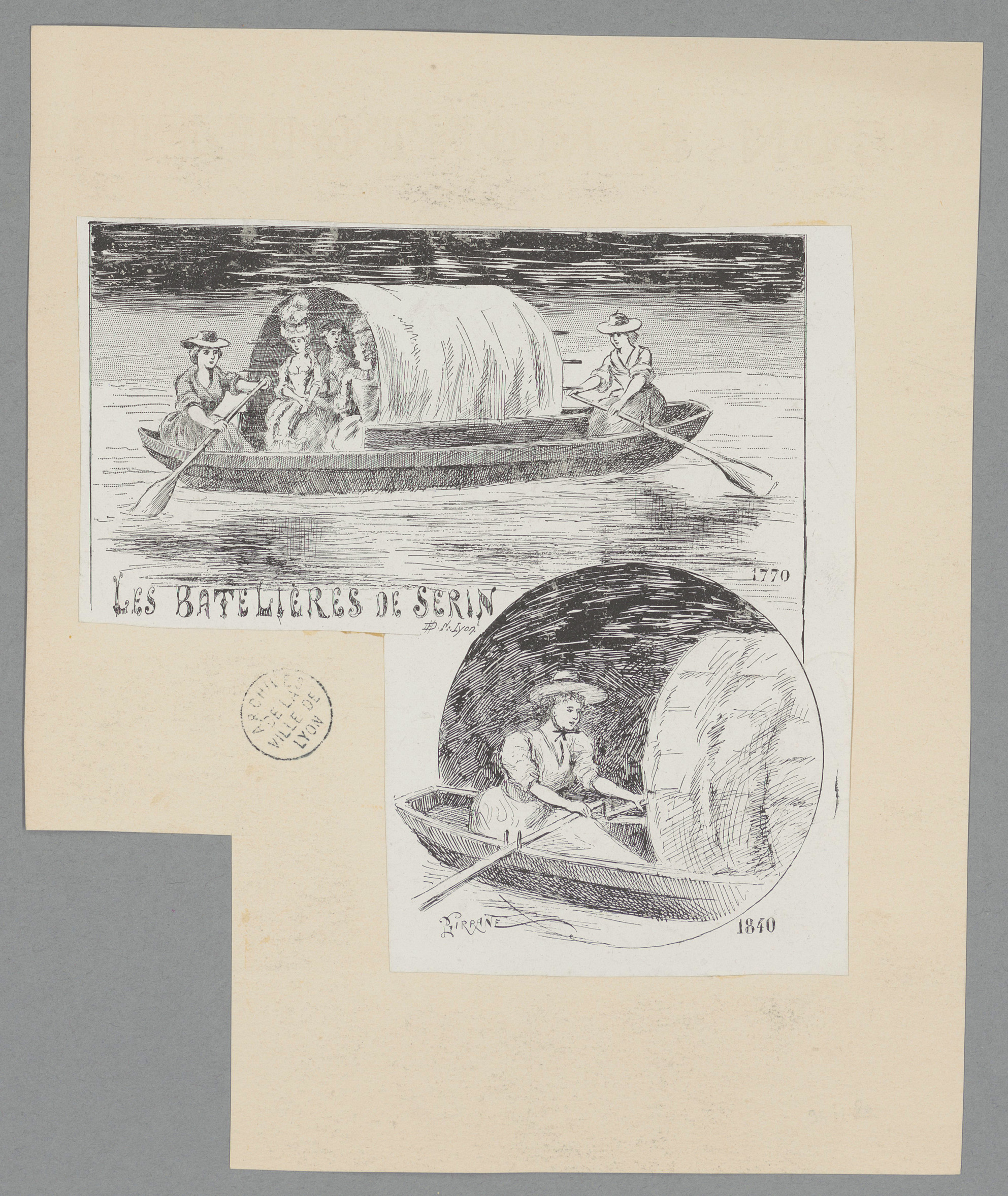
Girrane, Les batelières de Serin, 1895 (estampe)

Les trajets longue distance sont assurés par des coches d'eau halés par des chevaux et organisés en service régulier.  
En aval de Perrache, en l'absence de pont sur le Rhône, des bacs à traille permettent de traverser le fleuve, par exemple au niveau de Béchevelin et du quartier de La Mouche.

## L'essor de la navigation à vapeur auXIXesiècle
À partir de 1825, plusieurs compagnies de transport fluvial sont créées à Lyon.  Elles exploitent d'abord des bateaux à vapeur à roues, en bois, et remplacent très rapidement le coche d'eau.  
Des chantiers navals sont construits au bord de la Saône, dans le quartier Perrache, autour de la gare d'eau. Une gare d'eau est aménagée à Vaise en 1827. Un autre chantier est créé au bord du Rhône, dans le quartier de La Mouche. Il est à l'origine des bateaux-mouches.  
Plusieurs ports et embarcadères sont aménagées sur les quais de Saône et de Rhône pour répondre aux besoins de la navigation fluviale, alors en pleine croissance, tant pour le transport des voyageurs que celui des marchandises.  
En quelques années, plusieurs compagnies fluviales développent des services de transport des voyageurs sur la Saône et le Rhône, : 
- Les Marsouins (Compagnie Bonnardel);
- Les Crocodiles (Compagnie Bonnardel), à partir de 1833;
- Les Aigles (Compagnie générale des bateaux à vapeur du Rhône);
- Les Sirius;
- Les Papins (Compagnie Gaillard et Cie), à partir de 1839;
- Le Pirate (Société méridionale des bateaux à vapeur du Rhône et de la Saône);
- Les Grappins;
- Les Vautours, à partir de 1848;
- Les Mouches, créés à partir de 1862 et mis en service en 1864[6] (qui sont à l'origine du nom "bateaux-mouches");
- Les Gladiateurs, qui assurent la liaison Lyon-Avignon sur le Rhône jusqu'en 1900;
- Les Hirondelles, entre Lyon et Valence;
- Le Dragon, entre Lyon et Mâcon;
- Le Riverain;
- Les Avants-Gardes, sur la Saône en direction de Paris;

La navigation sur la Saône est marquée par plusieurs accidents graves, aussitôt relayés dans la presse locale et en images. L'un des plus notables est le naufrage de la Mouche n°4 le 10 juillet 1864, au niveau du pont de Nemours : 27 personnes meurent noyées dans la rivière. 
Au milieu du XIXe siècle, la voie fluviale est empruntée chaque année par 500 000 passagers (au départ ou à destination de Lyon). En 1871, 4 millions de voyageurs sont transportés sur la Saône.

Bateaux mouches sur la Saône à Lyon, en arrière-plan le pont d'Ainay et clocher de Saint-Georges (début du XX^{e} siècle)

## Le déclin des compagnies fluviales de voyageurs auXXesiècle

### La fin des bateaux-mouches lyonnais
Les bateaux-omnibus sont rachetés par la Compagnie lyonnaise de tramways en 1901,. Le dernier bateau-mouche navigue sur la Saône à l'été 1913. Le transport  fluvial intra-urbain de voyageurs à Lyon cesse donc à cette période. 

### Le développement d'un nouveau tourisme fluvial
Dans le dernier quart du XXe siècle, la navigation fluviale à des fins touristiques fait son retour à Lyon. Elle prend deux formes : des croisières de plaisance au long cours sur le Rhône, pour lesquelles Lyon est une étape, et la navigation de promenade dans Lyon et ses environs proches. Entre 1984 et 1988, la compagnie privée Navig'Inter « proposait des croisières régulières sur le Rhône et la Saône pour un "Tour de Lyon" » ainsi que des trajets plus longs dans la région. Ce type de tourisme est soumis aux aléas des cours d'eau : en juin 1987, la crue de la Saône contraint la compagnie Navig'Inter à stopper son activité de croisière fluviale pendant deux semaines.  

## XXIesiècle, le retour du transport fluvial intra-urbain à Lyon
En avril 2012, un nouveau service de navette fluviale est mis en place à Lyon : le Vaporetto. Il circule quotidiennement sur la Saône, reliant Vaise au centre commercial de Confluence en une quarantaine de minutes. Son parcours compte quatre stations : quai Arloing (Vaise, nouvelle halte depuis mars 2017), quai de Bondy (Saint-Paul), quai des Célestins (Bellecour), quai Antoine-Riboud (Confluence). Le Vaporetto est exploité par la compagnie "Les Yachts de Lyon".

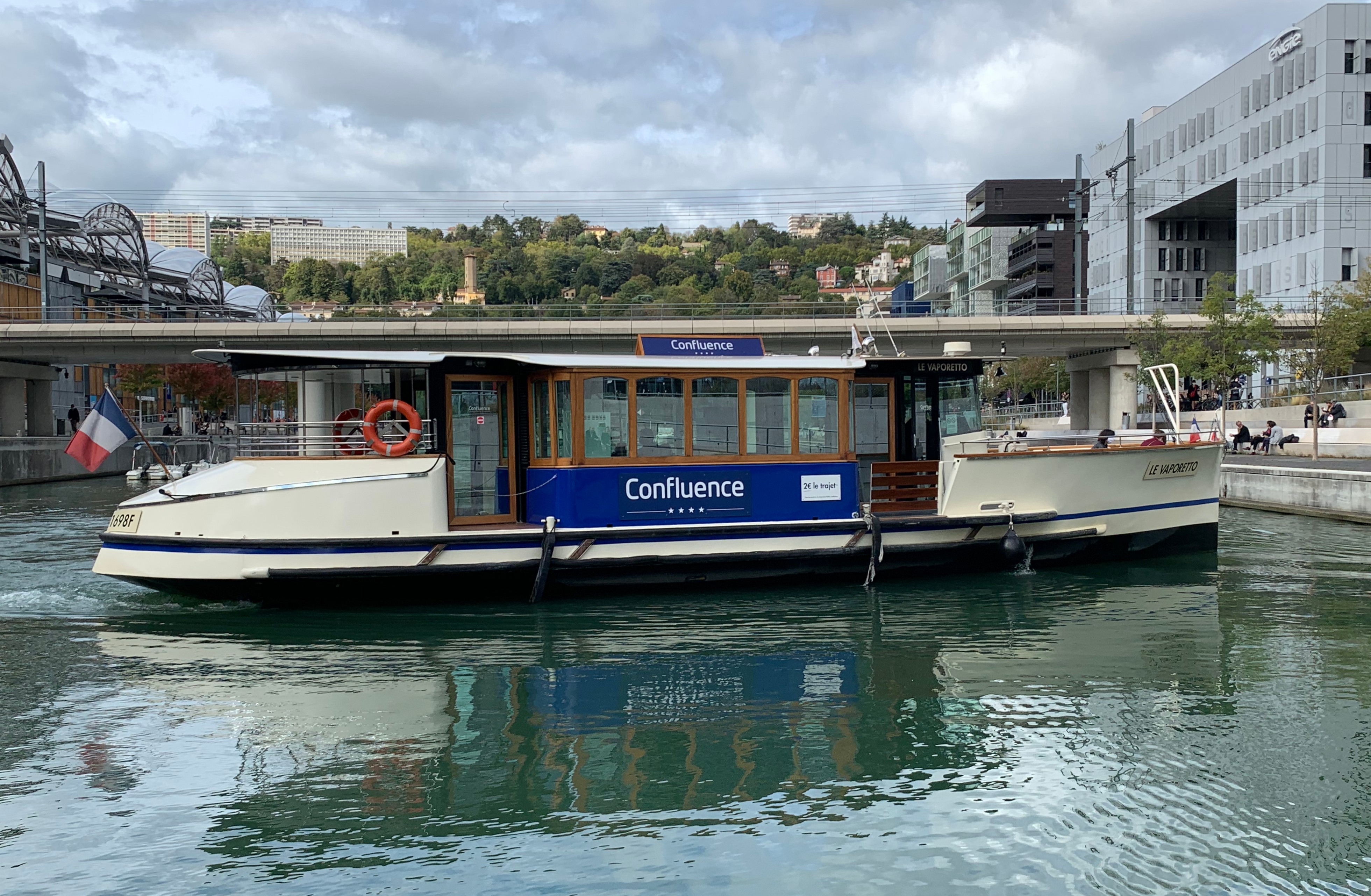
Le Vaporetto dans la darse de Confluence en octobre 2020